# 南極高原
77°00′S 150°00′E / 77.000°S 150.000°E

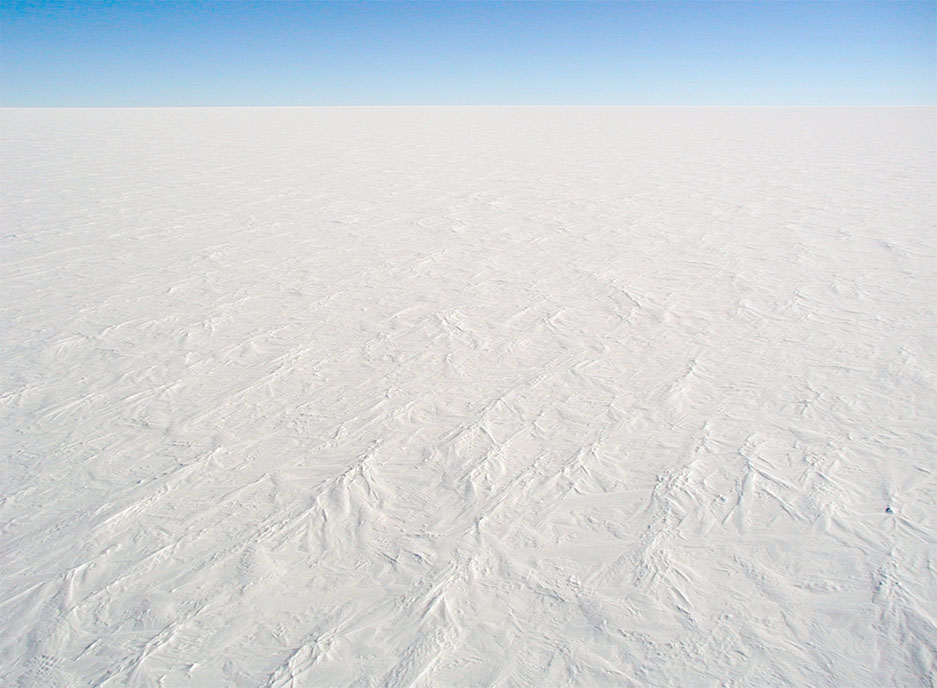
地勢高且平坦，環境和寒冷的南極高原的冰穹C。

南极高原（又称极地高原，英文: Antarctic Plateau）处于南极洲中央，是一個大面积的，直径超过一千公里的高原，该区域包含南极点和阿蒙森-斯科特南极站，平均海拔约3000米。最高点为海拔4,093米的冰穹A。

## 探索
该地区于1903年由英国探险家罗伯特·斯科特在率领向南极点的远征的过程中被发现。

## 氣候
南极高原由于处于高纬度地区，加上其高海拔和冬季漫长且昏暗等因素，使其成为世界上温度最低的地区。

## 生物圈
南极高原全年温度极低，寒风刺骨，寒季时环境恶劣，极不利于生物存活。存在微生物，但非常稀疏（<103cfu/mL），主要为在海洋中常见的拟杆菌门、蓝藻和α-变形菌。偶尔被风暴吹至的雀鸟也会较快地因失温或缺水死亡。在南极高原上由于空气流动或人类活动所带来的外来微生物均已处于已死或濒死的状态。